# Donington 1000 km
Donington 1000 km är en långdistanstävling för sportvagnar som körs på Donington Park utanför Derby i England.

## Historia
De första sportvagnstävlingarna på Donington ingick i sportvagns-VM. Dessa följdes av tävlingar i FIA Sportscar Championship. Den senaste Donington 1000 km ingick i Le Mans Series.

## Vinnare
| År        | Förare                                                 | Bil                   | Distans        | Mästerskap                                            |                |
| --------- | ------------------------------------------------------ | --------------------- | -------------- | ----------------------------------------------------- | -------------- |
| 1989      | Jean-Louis Schlesser Jochen Mass                       | Sauber C9             | 300 miles      | Sportvagns-VM                                         |                |
| 1990      | Jean-Louis Schlesser Mauro Baldi                       | Mercedes-Benz C11     | 300 miles      | Sportvagns-VM                                         |                |
| 1991      | Ingen tävling                                          | Ingen tävling         | Ingen tävling  | Ingen tävling                                         | Ingen tävling  |
| 1992      | Mauro Baldi Philippe Alliot                            | Peugeot 905 Evo 1 Bis | 500 km         | Sportvagns-VM                                         |                |
| 1993-1996 | Inga tävlingar                                         | Inga tävlingar        | Inga tävlingar | Inga tävlingar                                        | Inga tävlingar |
| 1997      | Stefan "Lill-Lövis" Johansson Pierluigi Martini        | TWR Porsche WSC95     | 2 timmar       | International Sports Racing Series                    |                |
| 1998      | Vincenzo Sospiri Emmanuel Collard                      | Ferrari 333 SP        | 2,5 timmar     | International Sports Racing Series RAC Tourist Trophy |                |
| 1999      | Jean-Marc Gounon Éric Bernard                          | Lola B98/10-Judd      | 2,5 timmar     | Sports Racing World Cup RAC Tourist Trophy            |                |
| 2000      | Christian Pescatori David Terrien                      | Ferrari 333 SP        | 2,5 timmar     | Sports Racing World Cup                               |                |
| 2001      | Tom Kristensen Rinaldo Capello                         | Audi R8               | 2,75 timmar    | European Le Mans Series                               |                |
| 2001      | Ben Collins Werner Lupberger                           | Ascari A410- Judd     | 2,5 timmar     | FIA Sportscar Championship                            |                |
| 2002      | Ingen tävling                                          | Ingen tävling         | Ingen tävling  | Ingen tävling                                         | Ingen tävling  |
| 2003      | Jan Lammers John Bosch                                 | Dome S101-Judd        | 2,5 timmar     | FIA Sportscar Championship                            |                |
| 2004-2005 | Inga tävlingar                                         | Inga tävlingar        | Inga tävlingar | Inga tävlingar                                        | Inga tävlingar |
| 2006      | Emmanuel Collard Jean-Christophe Boullion Didier André | Pescarolo C60-Judd    | 1000 km        | Le Mans Series                                        |                |
| 2007-2011 | Inga tävlingar                                         | Inga tävlingar        | Inga tävlingar | Inga tävlingar                                        | Inga tävlingar |
| 2012      | Olivier Pla Dimitri Enjalbert Bertrand Baguette        | Morgan LMP2-Nissan    | 6 timmar       | Le Mans Series                                        |                |